# Rakousko na Zimních olympijských hrách 1932
Rakousko na Zimních olympijských hrách 1932 v Lake Placid reprezentovalo 7 sportovců, z toho 6 mužů a 1 žena. Nejmladším účastníkem byl Gregor Holl (20 let, 230 dní), nejstarším pak Harald Paumgarten (27 let, 314 dní). Reprezentanti vybojovali 2 medaile, z toho 1 zlatou a 1 stříbrnou.

## Medailisté
| Medaile | Jméno         | Sport         | Disciplína         |
| ------- | ------------- | ------------- | ------------------ |
| Zlato   | Karl Schäfer  | Krasobruslení | jednotlivci – muži |
| Stříbro | Fritzi Burger | Krasobruslení | jednotlivci – ženy |